# Ranee Lee
Ranee Lee (Brooklyn, 26 oktober 1942) is een Canadese jazzzangeres, actrice en kinderboekenschrijfster.

## Biografie
Lee groeide op in New York, waar ze tijdens haar studie aan highschool al als zangeres optrad. Ze begon haar carrière als danseres en speelde in enkele groepen drums en tenorsaxofoon. In 1970 ging ze naar Montreal, waar ze zich op de jazzzang concentreerde. Voor Justin Time Records nam ze een serie platen op. Op haar eerste album werkten Milt Hinton en Oliver Jones mee, op haar tweede onder meer Red Mitchell. Ze trad op in de musical Lady Day, over de zangeres Billie Holiday. Voor deze rol kreeg ze de Dora Mavor Moore Award. Daarna schreef ze de musical "Dark Divas", over het leven van enkele zangeressen, waarin ze ook optrad. Ook speelde ze in de film "Giant Steps". Bovendien is ze de auteur van meerdere kinderboeken, zoals Nana, What Do You Say?, en was de presentatrice van de televisieserie "the Performers". In 2006 werd ze lid van de Order of Canada.

## Discografie
- Deep Song, Justin Time, 1989
- The Musicals: Jazz on Broadway, Justin Time, 1992
- I Thought About You, Hmo, 1995
- You Must Believe in Swing, Justin Time, 1996
- Seasons of Love, Justin Time, 1997
- Dark Divas: the Musical, Justin Time, 2001
- Live at Le Bijou, Justin Time, 2002
- Maple Groove, Justin Time, 2004
- Just You, Just Me, Justin Time, 2005
- Live Upstairs, Justin Time, 2009